# Salassa
Salassa ist eine Gemeinde in der italienischen Metropolitanstadt Turin (TO), Region Piemont.

## Lage und Einwohner
Salassa liegt 37 km nördlich von Turin auf einer Höhe von 361 m s.l.m. am Orco. Das Gemeindegebiet umfasst eine Fläche von 4,955 km² und hat 1835 Einwohner (Stand 31. Dezember 2023). Die Gemeinde besteht aus den Ortsteilen Regione Burone, Cascina Fenale, Pianter, Borgata Valleri und Salassa. Die Nachbargemeinden sind Castellamonte, Valperga, Rivarolo Canavese, San Ponso und Oglianico.

## Geschichte
Der Ursprung des Ortsnamens liegt im lombardischen Begriff „Sala“, „Haus des Herrn“ und daher „Ort, an dem Lebensmittel gesammelt werden“. Die lokale Tradition, die auf eine Verbindung mit der Salassi-Bevölkerung schließen lässt, die diesen Orte in der Antike bewohnte und sich der Goldgewinnung am Grund des Baches widmete, ist nicht dokumentiert. Ihr Ursprung ist ungewiss. Es gibt diejenigen, die die Theorie der Gründung der Siedlung durch die Salassi für unbegründet halten und glauben, dass sie in römischer Zeit entstanden sei. 
Es war Schauplatz des sogenannten Canavese-Krieges zwischen den Familien Valperga und San Martino und wurde im 14. Jahrhundert zweimal besetzt und verwüstet. Es litt auch unter den Folgen des Tuchinaggio-Aufstands, der sich auf das Canavese-Gebiet auswirkte. Es gibt viele Überreste der Vergangenheit, die erhalten geblieben sind, gerettet vor den Konflikten und der Zerstörung, die im Laufe der Jahrhunderte das Überleben der Gemeinschaft auf die Probe gestellt haben. Bedeutende Zeugnisse der alten Schutzhütte aus dem 13. Jahrhundert, die Straßenführung, Fragmente der Stadtmauer, Portale und Steinbögen. Von großem Interesse ist der Torturm, eines der bekanntesten Festungsdenkmäler in Canavese. Aus künstlerischer und architektonischer Sicht verdient die Pfarrkirche San Giovanni Battista aus dem 17. Jahrhundert mit ihrer Fassade im Barockstil Erwähnung.

## Verkehrsanbindung
Der an der Canavesana-Bahn gelegene Bahnhof Salassa wird von Regionalzügen bedient, die auf der Linie 1 des Servizio ferroviario metropolitano di Torino verkehren, der von GTT im Rahmen des mit der Region Piemont geschlossenen Dienstleistungsvertrags betrieben wird.
Zwischen 1883 und 1906 verfügte die Stadt über eine Haltestelle der Straßenbahn Rivarolo-Cuorgnè. 

## Bildgalerie

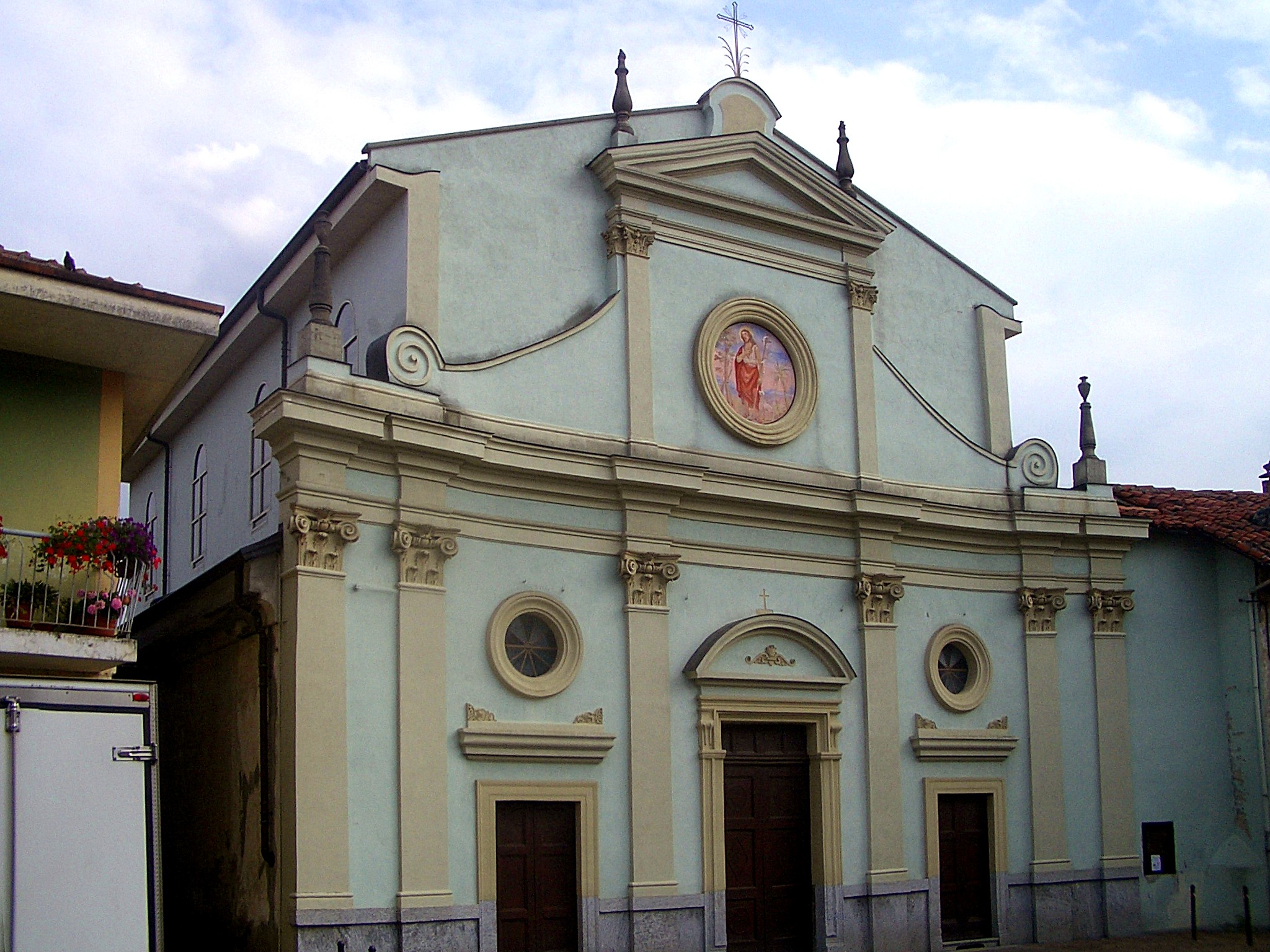
Pfarrkirche San Giovanni Battista
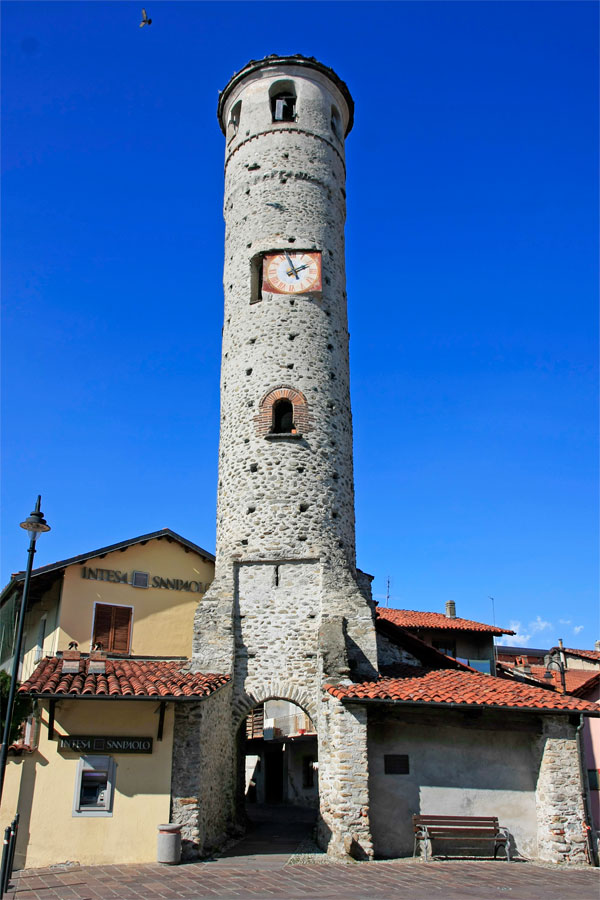
Torturm
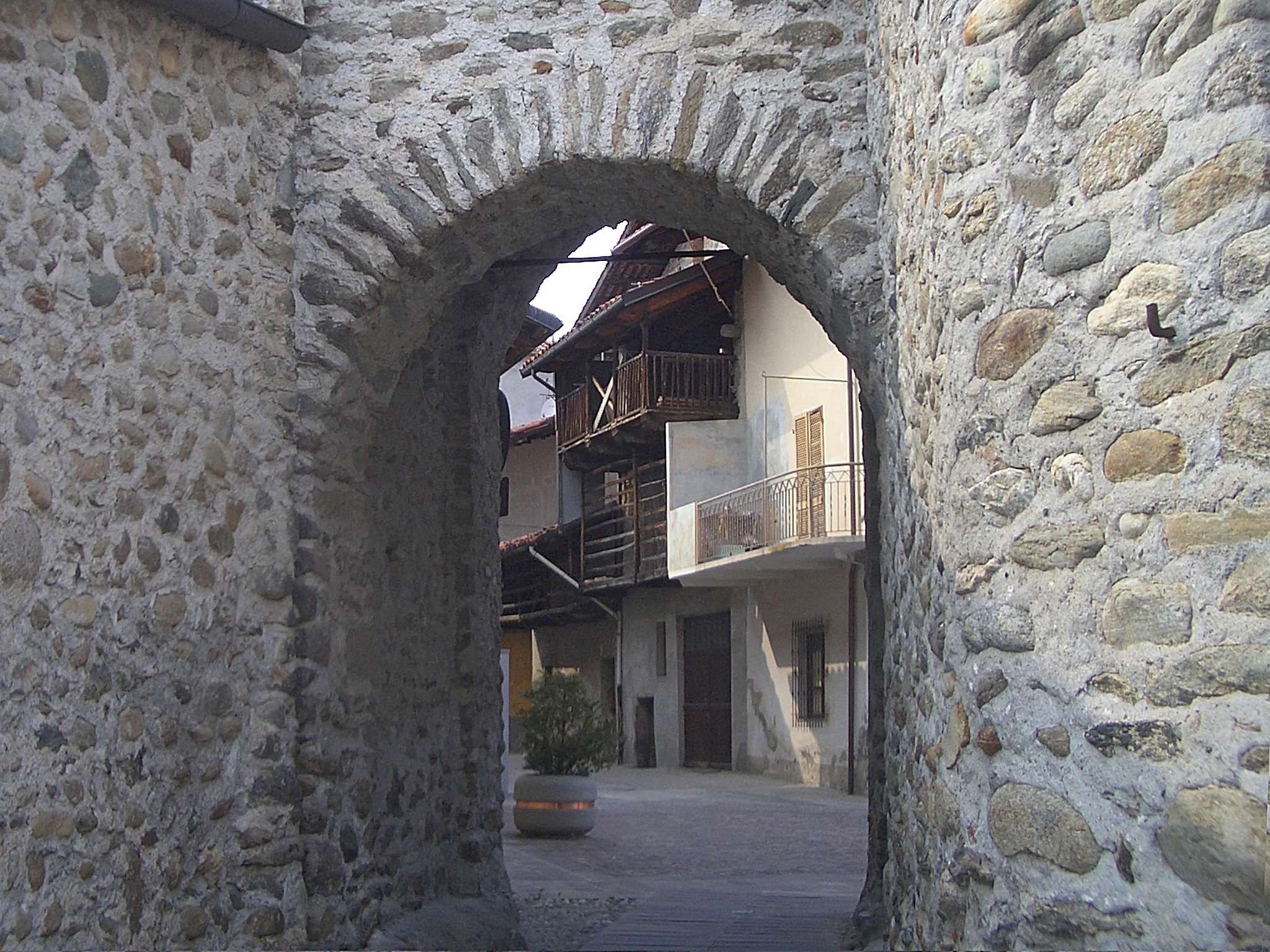
Eingang
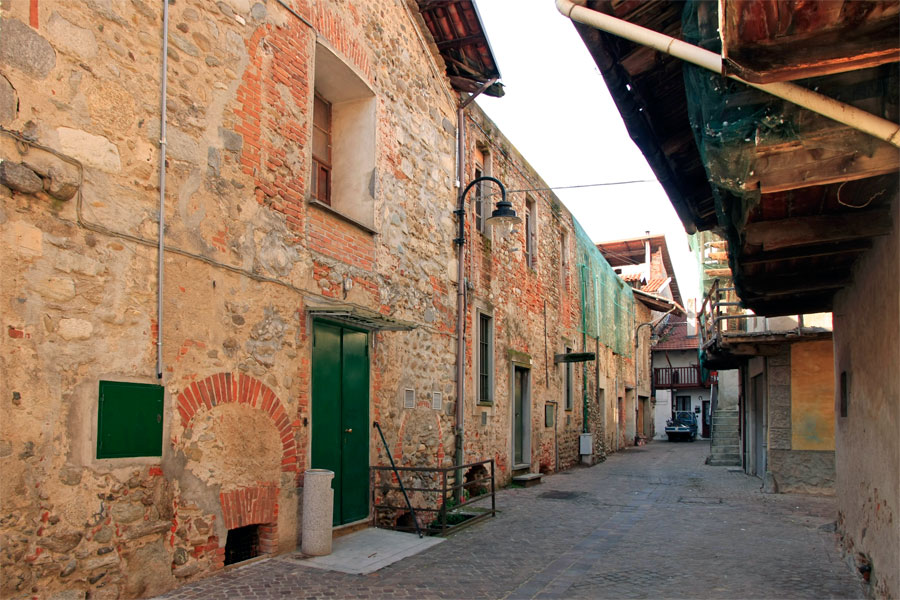
Innenansicht
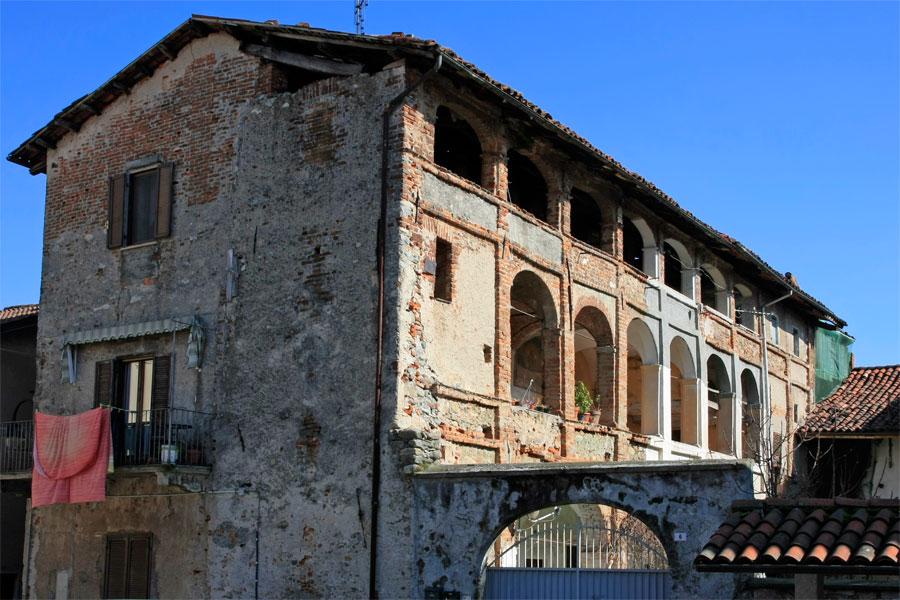
Gebäude mit Loggia